# Synarmosepalum
Synarmosepalum é um género botânico pertencente à família das orquídeas (Orchidaceae).